# Polizeiruf 110 (Rostock)
Dieser Artikel behandelt diejenigen Folgen der deutschen Fernsehkrimi-Filmreihe Polizeiruf 110, deren Ermittler für das Kommissariat in Rostock arbeiten. Seit 2010 erscheinen davon meist zwei neue Folgen jährlich. Von Beginn an im Team ist Kriminalhauptkommissarin Katrin König, gespielt von Anneke Kim Sarnau. Von 2010 bis 2022 ermittelte an ihrer Seite Kriminalhauptkommissar Alexander Bukow, gespielt von Charly Hübner. Des Weiteren ihre Kollegen Anton Pöschel und Volker Thiesler sowie ihr Vorgesetzter Henning Röder. Nach dem Ausscheiden Bukows folgte im selben Jahr die von Lina Beckmann verkörperte Melly Böwe.

## Hintergrund
Das Team ermittelte erstmals 2010 und löste beim Norddeutschen Rundfunk das Schweriner Polizeiruf-Team mit Uwe Steimle und Felix Eitner ab. Außer am Ermittlungsort Rostock finden die Dreharbeiten vorwiegend in Hamburg statt. Straßenaufnahmen zeigen immer wieder Hamburg-Wilhelmsburg. Die Dienststelle befand sich bis 2016 in einer aufgegebenen Zollkontrollstelle an der ehemaligen Freihafengrenze auf der Veddel,  2017 zog das Kommissariat nach Hamm-Süd um.
Mit Eoin Moore zeichnet ein Autor für die konstante Entwicklung der Figuren verantwortlich; die Filme mit Bukow und König stellen daher eine Ausnahme dar. Sie weisen eine horizontale Erzählstruktur auf. So wird über mehrere Folgen die Abstammung und frühe Kindheit von Katrin König enthüllt, in einem anderen Handlungsstrang entwickelt sich über mehrere Folgen hinweg zwischen Bukows Frau und seinem Kollegen Thiesler eine Liebesbeziehung, die zum Scheitern von Bukows Ehe und zu Spannungen zwischen Bukow und Thiesler führt.
Nach der Authentizität des beruflichen Hintergrundes der Figur Katrin König befragt, gab die Pressesprecherin der Rostocker Polizei an, dass es absolut unüblich sei, dass eine Fallanalytikerin direkt mit den Ermittlern zusammenarbeitet: „Als Fallanalytiker muss man eine andere Sicht auf die Tat haben.“ Darüber hinaus würden Fallanalytiker auch nicht für die interne Ermittlung eingesetzt.
Im Mai 2021 gab der NDR den Abschied Charly Hübners aus der Reihe Polizeiruf bekannt. Mit dem 24. Film Keiner von uns endet seine Rolle im Jahr 2022 auf eigenen Wunsch. Um die Spannung um seinen Abgang zu halten, bekamen selbst die Fernsehkritiker nur die ersten 75 Minuten des Filmes vorab zu sehen. Als seine Nachfolgerin wurde Lina Beckmann angekündigt, die mit Hübner verheiratet ist.
Anneke Kim Sarnau, Charly Hübner und Josef Heynert traten als König, Bukow und Thiesler auch in der Serie Der Tatortreiniger auf.

## Figuren

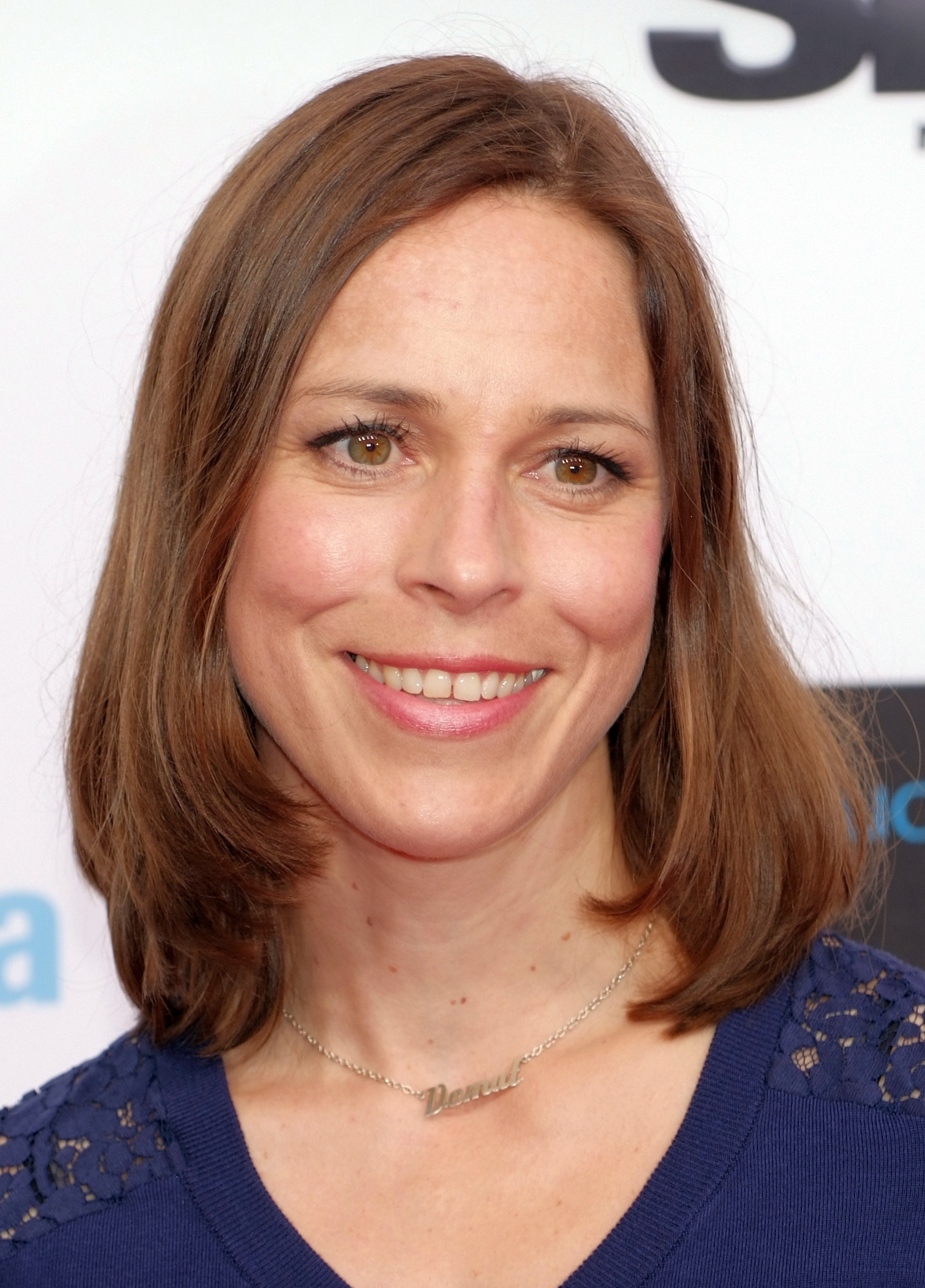
Anneke Kim Sarnau alias Katrin König

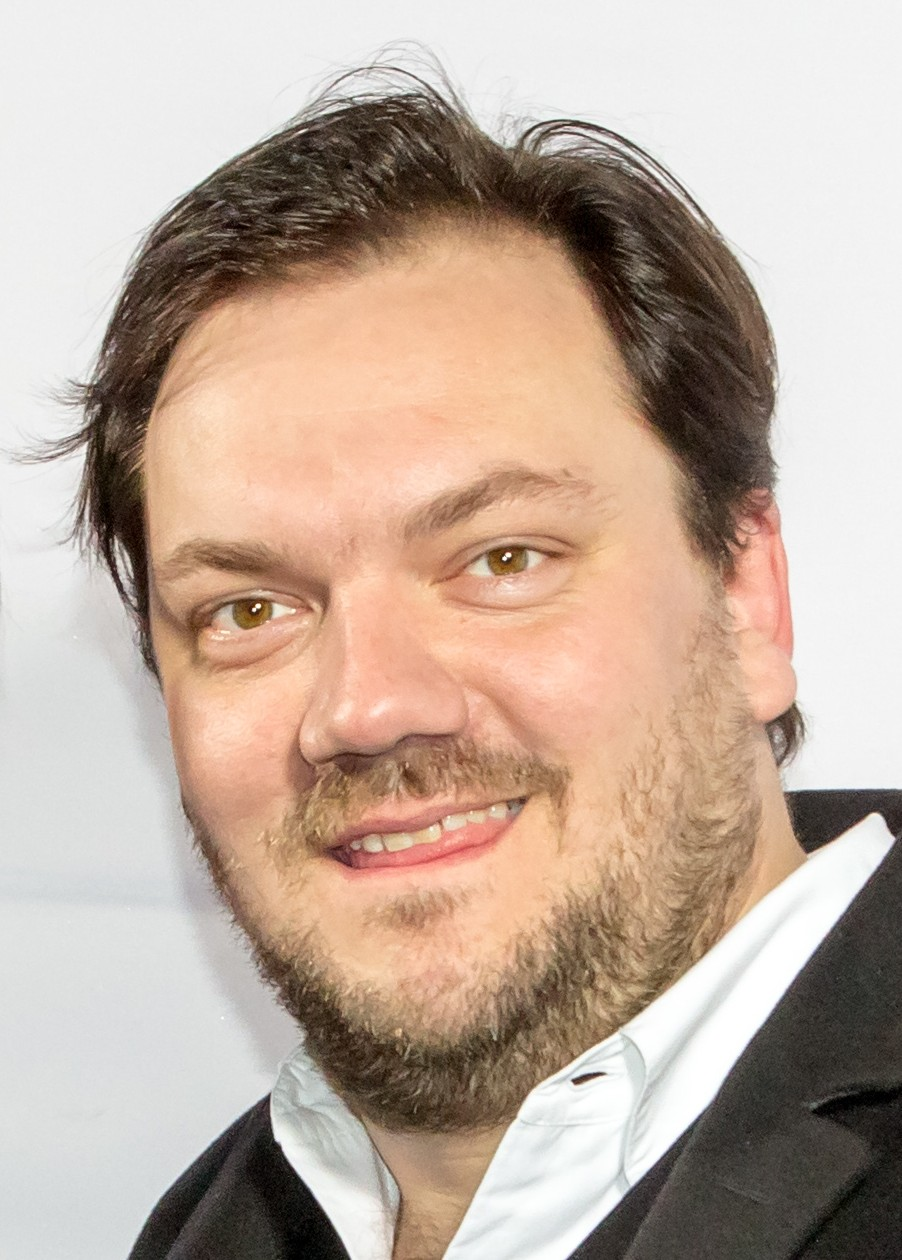
Charly Hübner alias Alexander Bukow

### Katrin König
Katrin König ist Fallanalytikerin beim Landeskriminalamt und ermittelt zunächst gegen Alexander Bukow. Nachdem die Ermittlungen gegen ihn ohne Ergebnis abgeschlossen werden, bleibt sie in Rostock und arbeitet dort als Profilerin für die Mordkommission und damit häufig mit Bukows Abteilung zusammen. Ihre psychologischen Methoden stoßen bei Bukow häufig auf Skepsis, werden jedoch weitestgehend akzeptiert.
König wurde als Kind adoptiert. Durch Bukow erkennt sie, dass sie in der DDR geboren wurde und im Alter von vier Jahren in den Westen geflohen ist. Ihren Eltern ist die für König traumatische Flucht jedoch nicht gelungen. Ihre Mutter Ingrid Wernicke ertrank in der Ostsee, als sie den Koffer ihrer Tochter aus dem Wasser fischen wollte. Ihr Vater wurde vorher vom Ministerium für Staatssicherheit gefasst und im Gefängnis in Bautzen inhaftiert.
In der Folge Im Schatten offenbart sie ihren Kollegen, sich auf eine Stelle in Berlin beworben zu haben. Sie erhält diese Stelle auch, beschließt am Ende der Episode Angst heiligt die Mittel aber, in Rostock zu bleiben.
König vertritt eine linkspolitische Einstellung, die sich unter anderem durch entsprechende politische Plakate und Aufkleber in ihrem Büro äußert.

### Alexander „Sascha“ Bukow
Alexander Bukow ist in Rostock aufgewachsen, entschied sich aber zur Polizei nach Berlin zu gehen. Dort ist er auf Streife gegangen, hat sein Abitur nachgeholt und es schließlich zum Kriminalhauptkommissar geschafft. Kurz vor dem Abschluss der Ermittlungen einer Sondereinheit verlässt Bukow die Spezialgruppe; die Ermittlungen scheitern kurz darauf. Da man Bukow verdächtigt, korrupt zu sein, wird in Rostock zunächst gegen ihn ermittelt.
Bukow ist verheiratet und hat zwei Söhne. Seine Ehe scheitert jedoch an seinen beruflichen Verpflichtungen.
Bukow, der als Jugendlicher auf die schiefe Bahn zu geraten drohte, reagiert häufig emotional, dehnt gern die Regeln und neigt zu Alleingängen. Seine Kollegen zweifeln daher immer wieder an seiner Aufrichtigkeit.
Im Laufe der Zusammenarbeit mit König lernt er sie zu lieben, offenbart sich ihr aber erst, als sein Vater ihn darauf aufmerksam macht, nicht unnötig Zeit zu versäumen. Nachdem sich beide zueinander bekennen, endet ihr Traum einer gemeinsamen Zukunft mit Bukows Ausstieg aus der Polizeiarbeit. Behaftet mit dem kriminellen Erbe seines Vaters und einem Dienstvergehen von König, das er nicht öffentlich werden lassen möchte, hat er einen Kriminellen ohne Notwehr vorsätzlich getötet und zieht die Konsequenz, indem er aus dem Polizeidienst austritt und Rostock verlässt.

### Melly Böwe
Melly Böwe, gespielt von Lina Beckmann, ist die Halbschwester von Bukow. Nachdem Bukow sie zuletzt als 16-Jährige gesehen hatte, taucht sie erstmals in Sabine auf der Trauerfeier für beider Vater Veit Bukow auf.
Böwe ist Mutter einer Tochter im Teenageralter und arbeitet als Polizistin in Bochum. Sie kommt dienstlich nach Rostock, als dort ein von ihr im Zeugenschutzprogramm betreuter Jugendlicher verschwindet. Auf der Suche nach ihm kreuzen sich ihre Ermittlungen mit denen von Kommissarin König.
Ab Episode Daniel A. arbeitet Böwe in Rostock.

### Andere Kommissariatsmitarbeiter
Der Erste Kriminalhauptkommissar Henning Röder, gespielt von Uwe Preuss, ist der Leiter der Mordkommission, der er seit Anfang der 1990er Jahre angehört. Er stärkt Bukow häufig den Rücken, insbesondere während der Ermittlung durch Katrin König gegen ihn. Allerdings muss er Bukow häufig zur Ordnung rufen, da dieser oft die Regeln sehr weit auslegt und zu Alleingängen neigt.
Kriminaloberkommissar Anton Pöschel, gespielt von Andreas Guenther, hätte gern die Leitung der Abteilung und ist daher anfangs gegenüber Bukow äußerst misstrauisch und feindselig eingestellt. Insbesondere gegenüber seinem Kollegen Thiesler äußert er sich häufig abfällig über Bukow und schreckt dabei auch vor Verdächtigungen nicht zurück. Vor seiner Tätigkeit im Kommissariat in Rostock war er beim SEK.
Kriminaloberkommissar Volker Thiesler, gespielt von Josef Heynert, ist zunächst der Vertraute von Bukow in der Mordkommission und steht hinter seinem Chef. Da Bukow aus dienstlichen Gründen häufiger Termine mit seiner Frau nicht einhalten kann, bittet er meist Thiesler ihn zu vertreten. Im Laufe der Zeit kommen sich Bukows Frau und Thiesler dabei näher und haben eine Affäre, was zum Ende von Bukows Ehe führt und das kollegiale Verhältnis der beiden Kommissare nachhaltig belastet.

### Familie von Alexander Bukow
Alexander Bukows Vater Veit, gespielt von Klaus Manchen, lebt in Rostock und leitet einen Boxclub (Veits Klub). Er bewegt sich dabei oft an der Grenze zum kriminellen Milieu. Nach dem Scheitern seiner Ehe wohnt Sascha Bukow zeitweise bei ihm. Veit Bukow hat immer ein väterliches Verhältnis zu seinem Sohn, versteht es aber geschickt, seine illegalen Geschäfte auszublenden, um seinem Sohn als Polizisten möglichst keine Schwierigkeiten zu machen. Er stirbt bei einem Attentat, mit dem ein Krimineller Alexander Bukow mental treffen und bestrafen will.
Bukows Frau Vivian, gespielt von Fanny Staffa, ist mit der Arbeitsbelastung ihres Mannes unzufrieden. Im Laufe der Zeit kommt sie Bukows Kollegen Thiesler näher und geht mit diesem eine Affäre ein, an der ihre Ehe scheitert.
Der jüngere Sohn der Bukows, Samuel „Sami“, gespielt von Jack Owen Berglund, leidet besonders unter der Trennung seiner Eltern und macht seinen Vater für das Scheitern der Ehe verantwortlich. Seit der Folge Im Schatten taucht er nur noch ohne seinen Bruder auf, wird zunehmend rebellisch und begeht kleinere Straftaten. Die Folge Kindeswohl handelt von der Suche nach Samuel, der gemeinsam mit einem gewalttätigen Kumpel abgehauen ist.
Der ältere Sohn der Bukows, Frederik „Freddie“, wurde gespielt von Lukas Till Berglund. Die Schauspieler, die tatsächlich Brüder sind, spielten gemeinsam in den Fällen 1 bis 3 und 8 bis 10. Sein Verschwinden wird nur durch ein Telefonat mit seinem Vater in Im Schatten erklärt, in dem er ein gemeinsames Treffen ablehnt.

## Folgen
| Fall | Folge | Titel                                       | Erstausstrahlung | Drehbuch                                   | Regie                    | Besonderheiten                                                                        |
| ---- | ----- | ------------------------------------------- | ---------------- | ------------------------------------------ | ------------------------ | ------------------------------------------------------------------------------------- |
| 1    | 311   | Einer von uns                               | 18. Apr. 2010    | Eoin Moore                                 | Eoin Moore               |                                                                                       |
| 2    | 312   | Aquarius                                    | 2. Mai 2010      | Edward Berger, Martin Rosefeldt            | Edward Berger            |                                                                                       |
| 3    | 316   | Feindbild                                   | 6. Feb. 2011     | Eoin Moore                                 | Eoin Moore               |                                                                                       |
| 4    | 319   | … und raus bist du!                         | 22. Mai 2011     | Wolfgang Stauch                            | Christian von Castelberg |                                                                                       |
| 5    | 325   | Einer trage des anderen Last                | 19. Feb. 2012    | Eckhard Theophil                           | Christian von Castelberg |                                                                                       |
| 6    | 330   | Stillschweigen                              | 30. Sep. 2012    | Eoin Moore                                 | Eoin Moore               |                                                                                       |
| 7    | 333   | Fischerkrieg                                | 20. Jan. 2013    | Florian Oeller                             | Alexander Dierbach       |                                                                                       |
| 8    | 337   | Zwischen den Welten                         | 25. Aug. 2013    | Thomas Stiller                             | René Heisig              |                                                                                       |
| 9    | 341   | Liebeswahn                                  | 12. Jan. 2014    | Thomas Stiller                             | Thomas Stiller           |                                                                                       |
| 10   | 346   | Familiensache                               | 2. Nov. 2014     | Eoin Moore                                 | Eoin Moore               | Uraufführung und Auszeichnung mit dem TV-Produzentenpreis beim Filmfest Hamburg 2014. |
| 11   | 349   | Sturm im Kopf                               | 1. März 2015     | Florian Oeller                             | Christian von Castelberg |                                                                                       |
| 12   | 352   | Wendemanöver (1)                            | 27. Sep. 2015    | Thomas Kirchner, Eoin Moore, Anika Wangard | Eoin Moore               | Doppelfolge, gemeinsam mit den MDR-Ermittlern Brasch und Drexler.                     |
| 13   | 353   | Wendemanöver (2)                            | 4. Okt. 2015     | Thomas Kirchner, Eoin Moore, Anika Wangard | Eoin Moore               | Doppelfolge, gemeinsam mit den MDR-Ermittlern Brasch und Drexler.                     |
| 14   | 359   | Im Schatten                                 | 16. Okt. 2016    | Florian Oeller                             | Philipp Leinemann        |                                                                                       |
| 15   | 361   | Angst heiligt die Mittel                    | 1. Jan. 2017     | Susanne Schneider                          | Christian von Castelberg |                                                                                       |
| 16   | 365   | Einer für alle, alle für Rostock            | 28. Mai 2017     | Wolfgang Stauch                            | Matthias Tiefenbacher    |                                                                                       |
| 17   | 369   | In Flammen                                  | 10. Juni 2018    | Florian Oeller                             | Lars-Gunnar Lotz         |                                                                                       |
| 18   | 372   | Für Janina                                  | 11. Nov. 2018    | Eoin Moore, Anika Wangard                  | Eoin Moore               |                                                                                       |
| 19   | 376   | Kindeswohl                                  | 7. Apr. 2019     | Christina Sothmann, Lars Jessen            | Lars Jessen              |                                                                                       |
| 20   | 380   | Dunkler Zwilling                            | 6. Okt. 2019     | Damir Lukačević, Peter Palatsik            | Damir Lukačević          | Premiere am 1. Oktober 2019 beim Filmfest Hamburg                                     |
| 21   | 383   | Söhne Rostocks                              | 19. Jan. 2020    | Markus Busch                               | Christian von Castelberg |                                                                                       |
| 22   | 386   | Der Tag wird kommen                         | 14. Juni 2020    | Florian Oeller                             | Eoin Moore               | letzte Folge mit Klaus Manchen als Veit Bukow                                         |
| 23   | 390   | Sabine                                      | 14. März 2021    | Florian Oeller                             | Stefan Schaller          | Erster Auftritt von Böwe                                                              |
| 24   | 395   | Keiner von uns                              | 9. Jan. 2022     | Eoin Moore und Anika Wangard               | Eoin Moore               | Letzter Fall mit Bukow                                                                |
| 25   | 397   | Seine Familie kann man sich nicht aussuchen | 24. Apr. 2022    | Florian Oeller                             | Stefan Krohmer           | Erster Fall mit Böwe als Ermittlerin                                                  |
| 26   | 403   | Daniel A.                                   | 19. Feb. 2023    | Benjamin Hessler                           | Dustin Loose             |                                                                                       |
| 27   | 409   | Nur Gespenster                              | 17. Dez. 2023    | Astrid Ströher                             | Andreas Herzog           |                                                                                       |
| 28   | 410   | Diebe                                       | 25. Feb. 2024    | Elke Schuch                                | Andreas Herzog           |                                                                                       |
| 29   | 419   | Böse geboren                                | 25. Mai 2025     | Elke Schuch, Catharina Junk                | Alexander Dierbach       |                                                                                       |
| 30   |       | Tu es!                                      |                  | Florian Oeller                             | Max Gleschinski          | Die Premiere erfolgte am 25. April 2025 auf dem FiSH Filmfestival in Rostock.         |

## Rezeption

### Auszeichnungen
2012 wurden Anneke Kim Sarnau und Charly Hübner für ihre Darstellung von Bukow und König in den Filmen Feindbild und ... und raus bist du für den Grimme-Preis in der Kategorie „Spezial“ nominiert. 2013 erhielt Charly Hübner den Bayerischen Fernsehpreis als bester Darsteller im Polizeiruf Fischerkrieg.
2019 wurde Polizeiruf 110 aus Rostock um die Ermittler Bukow und König der Roland-Filmpreis des Krimifestivals Tatort Eifel zuerkannt.

### Kritik
Auch in der Kritik wird der Rostocker Polizeiruf größtenteils positiv besprochen: Christian Buß lobte Bukow und König als stärkstes Ermittlerteam in einem Fernsehkrimi. Auch die kleineren Rollen seien stimmig und jenseits des Klischees.
Rainer Tittelbach von tittelbach.tv lobt ebenfalls: „König und Bukow […] gehören zu den Reihen-Ermittlern, denen man besonders gern zuschaut, weil man sie ‚normal‘ findet, nicht so abgehoben, noch nicht so ritualisiert oder abgenutzt durch den jahrelangen Dauereinsatz und weil sich ihnen, ihren Geschichten, ihrem Milieu das Schlüsselwort ‚Authentizität‘ zuschreiben lässt. Die Sympathie hat gleichsam etwas mit den Darstellern als auch mit der Rolle zu tun, die das Privatleben als etwas Persönlichkeitsstiftendes begreift und nicht als notwendiges Übel. Das Biographische dieses Duos […] [wird] nicht wie gewohnt parallel […] [erzählt], sondern mit der Geschichte des Krimifalls“ kurzgeschlossen, was „sich bei dieser (psycho)physischen Konstellation [der Fälle] als besonders aufregende Variante“ erweist.
Der Focus schreibt: „Sie sind eines der gegensätzlichsten Ermittlerpaare im deutschen Fernsehkrimi – und eigentlich sind sie gar nicht mal ein richtiges Team“. „Charly Hübner schafft es, diesen Typ von desillusioniertem, aber leidenschaftlichem Polizisten ohne falsche Schimanski-Attitüde glaubhaft rüber zu bringen.“